# Gare d’Istres
Gare d'Istres – stacja kolejowa w Istres, w departamencie Delta Rodanu, w regionie Prowansja-Alpy-Lazurowe Wybrzeże, we Francji.
Jest stacją Société nationale des chemins de fer français (SNCF), obsługiwaną przez pociągi TER Provence-Alpes-Côte d’Azur.

## Położenie
Stacja znajduje się na linii Miramas – L’Estaque, w km 843,642, na wysokości 25 m, pomiędzy stacjami Miramas i Rassuen.

## Linie kolejowe
- Miramas – L’Estaque